# Евансов гамбит
Овај чланак користи алгебарску шаховску нотацију како би се описали шаховски потези.
Евансов гамбит је шаховско отварање које почиње потезима:
1. е4 е5 2. Сф3 Сц6 3. Лц4 Лц5 4. б4
Средином XIX века ово отварање постало је веома популарно. Потпуно је одговарало духу времена и тадашњем схватању проблема отварања.

## Карактеристике
Својим четвртим потезом бели жртвује пешака, а компензацију тражи у развојним темповима. Данас га шахисти примењују ради изненађења. Aко црни прихвати гамбит, имаће великих проблема.

## Историјат
Гамбит је назван по оснивачу, морнару, Евансу. Открио га је играјући слободне партије, давне 1827. године